# Síl nÁedo Sláine
I Síl nÁedo Sláine sono i discendenti di Áed Sláine (Áed Sláine mac Diarmato), figlio di Diarmait mac Cerbaill. Facevanno parte degli Uí Néill del sud — erano re di Brega (Meath) — e si facevano discendere da Niall Noígiallach e da suo figlio Conall Cremthainne. I Síl nÁedo Sláine persero importanza nei secoli VIII e IX.
Importanti sovrani dei Síl nÁedo Sláine furono:
- Blathmac mac Áedo Sláine (morto nel 665) e Diarmait mac Áedo Sláine (morto nel 665) re di Brega e insieme re supremi d'Irlanda
- Congalach Cnogba (morto nel 956) re di Brega e Irlanda, che discendevano per linea materna dal clan dei Cholmáin